# Bahamas damlandslag i fotboll
Bahamas damlandslag i fotboll representerar Bahamas i fotboll på damsidan. Dess förbund är Bahamas Football Association. Laget har spelat sex matcher och förlorade alla. Det har aldrig kvalificerat sig för VM eller någon annan turnering.